# 松井千士
松井 千士（まつい ちひと、1994年11月11日 - ）は、ジャパンラグビーリーグワン横浜キヤノンイーグルスに所属するラグビー選手。

## プロフィール
- 大阪府大阪市旭区出身。
- ポジションはウィング (WTB)
- 身長 183 cm、体重 88 kg
- 兄の謙斗は豊田自動織機シャトルズ愛知の選手[1]。
- 50メートルを5.7秒で走破[2]。
- ラグビー日本代表　キャップ 2（2015年10月12日現在）。
- ニックネームは「ちひと」「アバター」「ナマステ」。

## 来歴
大阪市立大宮小学校1年のとき、「大工大高ラグビースクール」に加入 し、活動を開始。その後、大阪市立大宮中学校を経て、常翔学園高等学校に入学。同高校3年時となる2012年度の第92回全国高等学校ラグビーフットボール大会で優勝に貢献。また、高校日本代表選手に、2年時・3年時の2回選出された。
その後、同志社大学に入学。2015年4月18日に行われた、アジアラグビーチャンピオンシップ2015の対韓国代表戦が、日本代表としての初キャップ試合となった。
2016年、リオデジャネイロオリンピックの7人制日本代表バックアップメンバーに選ばれた。
2017年、同志社大学卒業後、サントリーサンゴリアス(現・東京サントリーサンゴリアス)に加入。同年9月2日に行われたジャパンラグビートップリーグ第3節のヤマハ発動機ジュビロ戦にて途中出場で公式戦初出場を果たす。
2018年、ワールドカップセブンズの7人制日本代表に選ばれた。
2020年、キヤノンイーグルス(現・横浜キヤノンイーグルス)に加入。
2021年、東京五輪の7人制日本代表内定選手に選ばれて主将を務めた。
2021年12月14日、元ビーチバレー選手の坂口佳穂と結婚することが関係者への取材で分かった。

## 参考資料
- 東京キヤノンイーグルス メンバー紹介
- 松井千士 (@chii111114) - X（旧Twitter）
- 松井千士 (@chihitogram) - Instagram
- Chihito Matsui Rugby Union